# Фрагмент, здатний до кристалізації (Fc)

Антитіло, розщеплене папаїном, утворює три фрагменти, два фрагменти Fab і один Fc фрагмент

Фрагмент, здатний до кристалізації (Fc-область) є хвостовою областю антитіла, яка взаємодіє з рецепторами клітинної поверхні, які називаються Fc-рецепторами, та деякими білками системи комплементу . Ця властивість дозволяє антитілам активувати імунну систему . У ізотипів антитіл IgG, IgA і IgD Fc-область складається з двох ідентичних білкових фрагментів, отриманих з другої та третьої константних областей (доменів) важких ланцюгів антитіла. Fc-області IgM та IgE містять три константні домени важкої ланцюга (домени CH 2-4) у кожному поліпептидному ланцюзі. Fc-області IgG несуть висококонсервативний сайт N-глікозилювання. Глікозилювання фрагмента Fc має важливе значення для активності, опосередкованої рецепторами Fc. N-глікани, приєднані до цього сайту, є переважно фукозильованими діантенними структурами складного типу. Крім того, невеликі кількості цих N-гліканів також містять розщеплюючі GlcNAc та залишки сіалової кислоти, у положенні α-2,6.
Інша частина антитіла, так звана область Fab, містить варіабельні ділянки, які визначають конкретну мішень, яку антитіло може зв'язувати. Навпаки, область Fc у всіх антитіл певного класу є однаковою для кожного виду; вони скоріше константні, а не мінливі. Тому область Fc іноді неправильно називається «областю константного фрагмента».
Fc зв'язується з різними рецепторами клітин і білками комплементу. Таким чином, він опосередковує різні фізіологічні ефекти антитіл (виявлення опсонізованих частинок; лізис клітин; дегрануляція тучних клітин, базофілів та еозинофілів та інші процеси).

## Інжиніринг фрагментів Fc
У нових розробках в галузі терапії на основі антитіл було розроблено Fc-область імуноглобулінів, яка містить сайт, що зв'язує антиген. Цей тип антиген-зв'язуючого фрагмента називається Fcab . Фрагменти Fcab можна вставити в повний імуноглобулін шляхом заміни області Fc, отримуючи, таким чином, біспецифичне антитіло (з областями Fab і Fcab, що містять чіткі сайти зв'язування). Ці біспецифічні моноклональні антитіла іноді називають mAb2.